# Patrick Rakovsky
Patrick Rakovsky, né le 2 juin 1993 à Olpe en Allemagne, est un footballeur allemand. Il évolue au Lierse SK au poste de gardien de but.

## Biographie

### En club

#### Jeunesse et formation
Rakovsky commence à jouer au football à Drolshagen dans le Sauerland, où il rejoint le SC Bleche-Germinghausen. Il joue ensuite pour le FC Schreibershof jusqu'en 1999. Après que sa famille a déménagé en Tchéquie en 1999, Rakovsky rejoint le Dukla Prague. En 2000, il s'installe pendant trois ans dans le club rival de la ville, le Sparta Prague. Ensuite, Rakovsky part pour le Slavia Prague avant de retourner au Sparta Prague un an plus tard. En 2007, il revient en Allemagne pour intégrer le centre de formation de Schalke 04

#### Chez les professionnels
En juillet 2011, il décroche son premier contrat professionnel au 1. FC Nuremberg. Il la doublure de Raphael Schäfer mais est deuxième dans la hiérarchie des gardiens, devant Alexander Stephan. Le 20 août 2011, Rakovsky dispute sa première rencontre de Bundesliga face au Borussia Dortmund, devenant le troisième gardien le plus jeune de Bundesliga derrière Frank Kirn et Eike Immel. Après deux matchs, il se blesse au doigt pendant l'entraînement, laissant son indisponibilité à plusieurs semaines. Au cours de la saison 2012-2013, il dispute quatre matches de Bundesliga.

#### Aventure en Belgique
En 2017, il signe avec le club belge du Lierse SK après avoir passé six ans au 1. FC Nuremberg.

### En équipe nationale
Patrick Rakovsky est sélectionné dans quasiment toutes les catégories de jeunes, des moins de 15 ans jusqu'aux moins de 20 ans.

## Statistiques
| Saison                | Club                  | Championnat           | Championnat | Championnat | Coupe(s) nationale(s) | Coupe(s) nationale(s) | Total | Total |   |    |   |
| Saison                | Club                  | Division              | M.          | B.          | M.                    | B.                    | M.    | B.    |   |    |   |
| 2011-2012             | 1. FC Nuremberg       | Bundesliga            | 2           | 0           | 0                     | 0                     | -     | 0     | 0 | 2  | 0 |
| 2012-2013             | 1. FC Nuremberg       | Bundesliga            | 4           | 0           | 0                     | 0                     | -     | 0     | 0 | 4  | 0 |
| 2013-2014             | 1. FC Nuremberg       | Bundesliga            | 2           | 0           | 0                     | 0                     | -     | 0     | 0 | 2  | 0 |
| 2014-2015             | 1. FC Nuremberg       | 2. Bundesliga         | 21          | 0           | 0                     | 0                     | -     | 0     | 0 | 21 | 0 |
| 2015-2016             | 1. FC Nuremberg       | 2. Bundesliga         | 10          | 0           | 0                     | 0                     | -     | 0     | 0 | 10 | 0 |
| 2016-2017             | 1. FC Nuremberg       | 2. Bundesliga         | 0           | 0           | 0                     | 0                     | -     | 0     | 0 | 0  | 0 |
| Sous-total            | Sous-total            | Sous-total            | 39          | 0           | 0                     | 0                     | -     | 0     | 0 | 39 | 0 |
| 2017-2018             | Lierse SK             | Division 1B           | 13          | 0           | 0                     | 0                     | -     | 0     | 0 | 13 | 0 |
| Sous-total            | Sous-total            | Sous-total            | 13          | 0           | 0                     | 0                     | -     | 0     | 0 | 13 | 0 |
| Total sur la carrière | Total sur la carrière | Total sur la carrière | 52          | 0           | 0                     | 0                     | -     | 0     | 0 | 52 | 0 |